# Dujung Sakti
Dujung Sakti is een bestuurslaag in het regentschap Sungai Penuh van de provincie Jambi, Indonesië. Dujung Sakti telt 2044 inwoners (volkstelling 2010).